# Nightingales & Bombers
Nightingales & Bombers («Соловьи и бомбардировщики») — шестой студийный альбом британской рок-группы Manfred Mann’s Earth Band, выпущенный 22 августа 1975 года на лейбле Bronze Records. Диск поднялся до #120 в Billboard 200. Был переиздан в 1999 году с добавлением двух бонус-треков.

## Об альбоме
Nightingales and Bombers стал классическим диском Manfred Mann’s Earth Band и последним, записанным группой в первоначальном составе: Манфред Манн, Мик Роджерс, Крис Слейд, Колин Паттенден. Начиная со следующего альбома, Роджерса заменили Крис Томпсон (вокал) и Дэвид Флетт (гитара).
Название альбома вдохновлено записью соловьиного пения, сделанной в годы Второй мировой войны звукооператором Би-би-си в графстве Суррей (на оригинальном конверте альбома указано, что запись сделана орнитологом) во время пролета бомбардировщиков Королевских Военно-воздушных сил, направлявшихся бомбить германский Мангейм. Фрагмент этой записи звучит в альбоме в заключительной композиции «As Above, So Below».
Альбом был чрезвычайно высоко оценен музыкальными критиками. По словам Ричарда Фосса из AllMusic, он «стал коммерческим прорывом Манфреда Манна и отходом от предыдущих альбомов, сделанных с Earth Band. Несмотря на то, что персонал тот же, а музыкальная составляющая как всегда умопомрачительна, песни короче и пробивнее, а в некоторых случаях более попсовые. Это не значит, что группа пожертвовала изобретательностью или сложностью, но длинные джемы ушли в пользу более кратких звуковых портретов … Альбом выдерживает многократное прослушивание спустя десятилетия после его создания, и хотя поклонники более обширной прогрессивной фазы могут предпочесть более ранние работы, они, как правило, признают его превосходство».
Наиболее известным произведением этого альбома является первая композиция «Spirits in the Night», которая представляет собой кавер-версию песни «Spirit in the Night» американского музыканта Брюса Спрингстина с его дебютного альбома Greetings from Asbury Park, N.J. (1973). Эта композиция многократно исполнялась на концертах Manfred Mann’s Earth Band в разные годы и стала одной из самых популярных и узнаваемых песен группы. В 1976 году «Spirits in the Night» была перезаписана и издана отдельно в виде сингла, причем ещё год спустя вторично перезаписана с вокалом Криса Томпсона вместо Мика Роджерса. Сингл-версия 1976 года (вокал Роджерса) включена как бонус-трек в переиздание альбома Nightingales and Bombers 1999 года, а сингл-версия 1977 года (вокал Томпсона) включена как бонус-трек в переиздание альбома The Roaring Silence 1998 года.

## Список композиций

### сторона А
1. «Spirits in the Night» (Брюс Спрингстин) — 6:29
2. «Countdown» (Манн) — 3:05
3. «Time Is Right» (Манн, Слейд, Роджерс) — 6:32
4. «Crossfade» (Манн, Слейд, Роджерс, Паттенден) — 3:38

### сторона Б
1. «Visionary Mountains» (Пам Нестор, Джоан Арматрейдинг) — 5:42
2. «Nightingales and Bombers» (Роджерс) — 4:53
3. «Fat Nelly» (Манн, Питер Томас) — 3:20
4. «As Above, So Below» (Манн, Слейд, Роджерс, Паттенден) — 4:18

Бонус-треки при переиздании (1999)
1. «Quit Your Low Down Ways» (Боб Дилан) – 3:25
2. «Spirits in the Night» (single version) (Брюс Спрингстин) – 3:17

## Участники записи
- Манфред Манн — Орган, Синтезатор
- Мик Роджерс — гитара, вокал
- Крис Слейд — Ударные, перкуссия
- Колин Паттенден — Бас-гитара;

приглашённые музыканты:
- Ruby James — бэк-вокал
- Doreen Chanter — бэк-вокал
- Martha Smith — бэк-вокал
- David Millman — альт
- Chris Warren-Green — скрипка
- Nigel Warren-Green — виолончель
- Graham Elliott — виолончель
- David Boswell-Brown — виолончель